# Maurício Tragtenberg
Maurício Tragtenberg (Erechim, 4 de novembro de 1929 – São Paulo, 17 de novembro de 1998) foi um sociólogo, historiador, escritor, ensaísta e professor brasileiro.

## Biografia
Maurício Tragtenberg nasceu em 4 de novembro de 1929 no município de Erechim (Colônia Erechim), no norte do estado do Rio Grande do Sul. A localidade onde nasceu, pertencente a sede mais antiga da Colônia Erechim, seria convertida no município de Getúlio Vargas em 1934. Em suas próprias palavras:
"(...) eu nasci no interior do Rio Grande do Sul, cidade de Erechim, em uma zona de colonização judaica, de camponeses, de origem judaica, que se dirigiram pra lá, vindo dos progroms e das perseguições da Rússia Czarista na década de 10. Então eu cresci lá. Nasci em 04 de novembro de 1929, com a crise. Morava em Erechim, onde os meus avós desenvolviam uma agricultura familiar, em que a família era uma unidade produtiva, e o interessante é o fato de eles desenvolverem esse tipo de agricultura e não se dedicarem ao comércio, que é mais ou menos a ocupação especializada dentro do grupo judaico em geral. Isso teve implicações interessantes, no sentido que eles eram profundamente agricultores, quer dizer, eles eram muito ligados à terra enquanto propriedade deles, enquanto valor afetivo e profundamente religioso. Então, uma coisa que eu me lembro até hoje, desde menino, é que o meu avô levantava toda manhã e perguntava a mim se o Messias já chegou, e logicamente eu respondia que não."

Filho de uma família judaica e camponesa, seus avós emigraram para o Brasil e instalaram-se no interior do Rio Grande do Sul através de um projeto de colonização que tinha o financiamento da Companhia Judaica de Colonização. Cultivavam uma agricultura de subsistência e vendiam o excedente para o mercado. Maurício começou a "ler, escrever e contar" em meados da década de 1930 em uma escola pública da zona rural de Erechim que funcionava em um galpão simples e atendia filhos de colonos judeus, ucranianos, italianos, alemães e outros grupos de imigrantes assentados na região. Esta zona rural se emanciparia em 1988 como município de Erebango. O convívio com camponeses imigrantes que participavam de uma vasta rede de comunicação de trabalhadores revolucionários oriundos de regiões da Rússia, no contexto de emergência da revolução naquele país, favoreceu ao jovem Tragtenberg o contato com um ambiente atravessado por preocupações políticas radicais. Nesta mesma localidade, por exemplo, viveu o anarquista ucraniano Elias Iltchenco. Segundo Tragtenberg: 
Os camponeses de Erebango, ajudados pela imprensa libertária, aprimoraram o senso coletivo de vida e trabalho aprendendo uns com os outros. Todos eram alunos e professores e aprendiam ao mesmo tempo os segredos do cultivo da terra. À luz de vela, à noite, aprendiam e ensinavam português, espanhol, russo e esperanto. Lia-se em Erebango muitos autores anarquistas russos como Kropotkine, Bakunin, especialmente Tolstoi com seu anarquismo religioso anticlerical, que era o autor preferido.
Sua família muda-se para Porto Alegre - capital do estado do Rio Grande do Sul, onde residiu no bairro Bom Fim. Frequentou o Grupo Escolar Luciana de Abreu (em plena época do Estado Novo), mas logo a família transfere-se para São Paulo, instalando-se no bairro do Bom Retiro. Em São Paulo, Maurício frequentou uma escola ortodoxa judaica. Além das matérias comuns do primário, estudava o hebraico e o iídiche ("que é uma mistura de várias línguas, incluindo o hebraico, mas surgiu do alemão medieval como forma de comunicação entre os judeus que não pudessem ser compreendidos pelos cristãos"). Ainda muito jovem, aos 11 anos de idade e com a morte do pai, Maurício começou a trabalhar para ajudar no sustento familiar. 
Filiado ao Partido Comunista Brasileiro (PCB) na juventude, foi expulso com base em um artigo que proibia ao militante contato direto ou indireto com trotskistas e a oposição operária de Alexandra Kollontai. . Em 1956, ajudou a criar o Partido Socialista Revolucionário (PSR), então seção brasileira da IV Internacional (fundada por Leon Trotsky) junto com inúmeros partidário da esquerda não estalinista como Herminio Sacchetta, Febus Gikovate, Alberto da Rocha Barros, Vítor Azevedo, Patricia Galvão (Pagu), Florestan Fernandes, entre outros. Também se afastaria do trotstkismo por entendê-lo como uma doutrina dogmática, uma versão do leninismo fora do poder. Sua intuição antiautoritária e libertária o incentiva a circular por espaços como o Centro de Cultura Social, onde teve contato com anarquistas como Edgard Leuenroth, Mario Ferreira dos Santos e Jaime Cubero, e atividades públicas ou de formação do Partido Socialista Brasileiro (PSB), estabelecendo interlocução com Antonio Candido e Azis Simão. Também cabe destacar sua proximidade com intelectuais e artistas da família Abramo, cuja casa frequentava, fundamental para seu período de formação, o que ele costumava admitir como uma de suas "primeiras universidades".
Trabalhou no Departamento das Águas de São Paulo, onde teve toda a sua experiência prática com a burocracia, posteriormente criticada em seu livro Burocracia e Ideologia. Neste período frequentava a Biblioteca Municipal Mário de Andrade, onde lhe foi possível ler o que lhe interessasse e discutir assuntos diversos com um grupo de intelectuais que também frequentavam a biblioteca, entre eles Antônio Cândido, que o convenceu a prestar vestibular na Universidade de São Paulo (USP).
Escreveu o ensaio Planificação - Desafio do século XX, que seria posteriormente transformado em livro. Com a aceitação desse texto pela Universidade, habilita-se a prestar o vestibular, pois possuía apenas o ensino primário. Aprovado, começa a frequentar o curso de Ciências Sociais na Faculdade de Filosofia, Letras e Ciências Humanas (FFLCH), que abandona por sua inconformidade com o currículo (lhe enfadava a ideia de estudar mensuração de crânios em antropologia física). Um ano depois, prestou novamente vestibular - desta vez para os cursos de História e Geografia, que concluiu. Nesse período foi professor da educação secundária no interior de São Paulo. Durante a ditadura militar escreveu sua tese de doutorado em Política, também pela USP. Começou a se dedicar à carreira de professor, lecionando na graduação e pós-graduação das principais universidades dos país como a da própria USP, Universidade Estadual de Campinas (UNICAMP), Pontifícia Universidade Católica de São Paulo (PUC-SP) e da Escola de Administração de Empresas de São Paulo da Fundação Getúlio Vargas (EAESP-FGV).
No meio acadêmico, Tragtenberg ficou conhecido como um autodidata (o que era apenas parcialmente verdadeiro, embora ele próprio costumasse alardear, provocativamente, o seu "primário incompleto"). Preferia definir-se como um socialista libertário, ao contrário de "anarquista", e radical. Irreverente com relação aos símbolos e às artimanhas do poder autoritário, foi um intelectual independente e crítico em relação à burocracia acadêmica, que desprezava. Fumante inveterado, suas classes eram frequentadas não só por alunos regulares mas também por numerosos ouvintes não matriculados, por seu espírito rebelde e senso de humor frequentemente sarcástico, mas sobretudo por sua profunda generosidade intelectual.
A compulsão pela palavra escrita, somada à facilidade de guardar nomes e citações, fizeram-no ser lembrado por um saber enciclopédico. Para a Profª. Drª. Dóris Accioly e Silva, da Universidade Estadual Paulista (UNESP) de Marília, e co-organizadora da biografia de Maurício Tragtenberg, o vasto conhecimento do filósofo era presenciado em sala de aula. "Ele não era popular entre os alunos. Falava muito, citava bastante gente e não seguia ordem cronológica nas explicações".

## Vida pessoal
Casou-se com a atriz, profissional diretora de Teatro, tradutora e professora brasileira Beatriz Tragtenberg, no ano de 1957, com quem teve três filhos: o físico Marcelo Henrique Romano Tragtenberg, o músico Livio Tragtenberg e a cantora lírica Lucila Romano Tragtenberg.
Apesar de sua origem judaica, Tragtenberg definia-se como ateu e com sua irreverência dizia “ateu, graças a Deus!” e que era um “judeu ateu”.

## Morte
Maurício morreu em 17 de novembro de 1998, após sofrer uma parada cardiorrespiratória. Tragtenberg estava internado na Unidade de terapia intensiva (UTI) do hospital privado Sírio-Libanês, pois estava sofrendo com um câncer e diabetes.

## Teoria da Pedagogia Libertária
Através de uma crítica incisiva ao modelo pedagógico burocrático, Tragtenberg chega à teoria da pedagogia libertária, que se expressa pelo questionamento de toda e qualquer relação de poder estabelecida no processo educativo e das estruturas que proporcionam as condições para que essas relações se reproduzam no cotidiano das instituições escolares.
Em sua visão, a própria prática de ensino pedagógica-burocrática permite a dominação na medida em que reduz o aluno ao papel de mero receptáculo de conhecimento e fixa uma hierarquia rígida e burocrática na qual o principal interessado encontra-se numa posição submissa. E nessa ordem o professor é o ‘símbolo vivo’ da dominação.
Tragtenberg critica duramente a realidade das universidades, "a delinquência acadêmica", que a seu ver, acabam exprimindo uma "concepção capitalista do saber" através da busca desenfreada por titulações, publicações, pontos. Paga-se para apresentar trabalhos a si mesmo ou aos poucos amigos que se revezam entre falantes e ouvintes, não interessando o conteúdo e a qualidade do que se publica, mas sim quantos pontos vale; também não importa se alguém lerá o artigo; que seja de preferência uma publicação em algum país vizinho, pois as publicações internacionais valem mais pontos.
Em resposta a tudo isso, a pedagogia libertária propõe uma série de mudanças nas instituições de ensino, fundadas na:
- Autogestão, gestão da educação pelos diretamente envolvidos no processo educacional e a "devolução do processo de aprendizagem às comunidades onde o indivíduo se desenvolve (bairro, local de trabalho)";
- Autonomia do indivíduo, "o indivíduo não é um meio, é o fim em si mesmo. No universo das coisas (mercadorias) tudo tem um preço, porém só o homem tem uma dignidade"; negação total de prêmios ou punições;
- Solidariedade, crítica permanente de todas as formas educativas que estimulam ou fundamentem-se na competição;
- Crítica a todas as normas pedagógicas autoritárias.

Essa proposta pedagógica pressupõe ainda: educação gratuita para todos, superação da divisão dos professores em categorias; liberdade de organização para os trabalhadores da educação.

## Uma interpretação brasileira da Revolução Russa
Em 1988 Mauricio Tragtenberg lançou sua obra A Revolução Russa pela Editora Moderna (reeditada pela Editora UNESP, em 1998), na qual analisou o contexto social e histórico em que se desdobrou este evento histórico marcante do século XX. Mobilizando uma perspectiva que buscou evidenciar o ponto de vista dos de baixo, como setores do proletariado e atores marginalizados pela institucionalização da insurreição de 1917 em regime bolchevique, Mauricio organizou a obra em quatro capítulos, para dar conta das seguintes questões:
1. A Rússia imperial: o autor analisou as dinâmicas de classe desse período, o funcionamento institucional do Império Russo, à época comandado pelo czar Nicolau II, onde percebe uma tradição construída sobre base de uma estrutura política e cultural com lógica milenarmente autocrática, centralizadora, autoritária, messiânica. A cultura política da autocracia estaria então presente na imaginação dos camponeses e estes teriam dificuldades em identificar Nicolau II como inimigo político, sem atribuir a sua figura o autoritarismo e exploração exercido sobre o povo russo. Porém, ao mesmo tempo em que se dava essas dinâmicas autocratas, identifica forte solidariedade social, como por exemplo no Mir (a comuna camponesa), onde se vivia uma forma de vida comunalista, com socialização de terras, democracia de base, assembleias para decidir atividades políticas, culturais, religiosas e econômicas, sendo utilizada pelo czar como unidade administrativa e de arrecadação de impostos. 
2. A sociedade russa pré-revolucionária: aqui interessa compreender as dinâmicas e crescente força de mobilizações populares através dos sovietes, as classes sociais e as forças políticas à época, o contexto da Primeira Guerra Mundial e suas disputas de posição pela Rússia, até chegar ao processo efetivamente da Revolução.
3. O processo da Revolução Russa: capítulo que trata da institucionalização do regime bolchevique, a revolta de Kronstadt, a estatização dos Sovietes pelos bolcheviques, a tomada do palácio de inverno e a guerra civil instaurada na Rússia à época da Revolução. 
4. Conclusão: de um ponto de vista crítico, Maurício elabora uma profunda e original interpretação da Revolução Russa, evidenciando sua crescente burocratização, centralização de poder através do partido, falta de confiança na classe operária, o chamado “capitalismo de estado” e o que o autor chama de “liderismo” através da vanguarda autoritária bolchevique, onde uma democratização radical das relações sociais, sua capacidade de autonomia e autogestão foi deixada de lado para dar lugar a uma centralização de poder no partido e em figuras como Lênin, Trotsky e Stálin.

## Sobre as armadilhas da dominação e o conceito de Pseudo-morfose
O conceito de Pseudo-morfose foi elaborado por Maurício Trantenberg em um texto para o jornal Folha Socialista datado de 05 de Abril de 1954. Este artigo foi encontrado no Arquivo Edgar Leuenroth, da Universidade Estadual de Campinas (UNICAMP), pela professora Doris Accioly e Silva em 1999, oportunidade na qual ela lhe acrescentou resumo, palavras-chave e notas.
Utilizando uma linguagem metafórica como procedimento heurístico, Tragtenberg mobilizada como figura de linguagem da geologia a noção de pseudo-morfose: fenômeno mineral que indica "um corpo, cuja forma externa corresponde à do cristal original, mas, no entanto, é constituído por material neoformado, por exemplo, por pirita limonitizada ou calcita substituída pelo quartzo". Basicamente: em uma rocha na qual estão encravados cristais de um mineral, a passagem de água por eventuais fissuras contribui para o desgaste dos cristais, que posteriormente, podem ser preenchidas por lavas vulcânicas que, ao se solidificar, assume as feições dos cristais originais. 
Em termos históricos, uma pseudo-morfose se daria "quando uma cultura estranha cai sobre outra com tanta força que a cultura jovem não consegue respirar livremente, não chegando a constituir-se nas suas formas expressivas e peculiares, com consciência de seu papel histórico". Observe-se que, para o autor, trata-se de uma relação de poder em que conquistadores e/ou aspirantes à nova classe dominante se impõem como lavas vulcânicas, imiscuindo-se nas cavidades dos processos históricos, impedindo ou absorvendo a emergência do novo. O bolchevismo também é um produto de pseudo-morfose: a tradição bizantina e o espírito técnico americano constituiriam a estrutura íntima do Estado russo soviético conduzido pelos bolcheviques.
De maneira criativa, Tragtenberg introduziu a imagem da pseudo-morfose como recurso para compreender o processo de reacomodação das dinâmicas de poder e dominação em contextos de revolução social, no qual um processo de libertação social culmina na produção de novas opressões. Se a Revolução Russa foi seu estudo de caso mais emblemático, sua análise pode ser uma contribuição significativa para o estudo dos movimentos sociais e processos de mudança social, indo ao encontro daquilo que o antropólogo cubano Dmitri Prieto Samsonov denominou por transdominação ao estudar a Revolução Haitiana. 

## Trabalhos publicados
Deixou publicados pelo menos oito livros e inúmeros artigos em jornais e revistas de grande circulação no país, abrangendo diversos assuntos como educação, política, sociologia, história e administração.
Escreveu por vários anos a coluna No Batente para o jornal Notícias Populares, um tabloide popular de São Paulo.
Sua obra completa que inclui livros, artigos, apresentações, prefácios e textos esparsos está sendo editada pela Editora UNESP, tendo sido publicados quatro volumes da coleção Maurício Tragtenberg - dirigida por Evaldo Amaro Vieira: Administração, Poder e Ideologia, Sobre educação, política e sindicalismo, "Burocracia e Ideologia" e o mais recente A Revolução Russa.

## Lista de obras
- Planificação: Desafio do século XX, Ed. Senzala de 1967.[28]
- Burocracia e ideologia, Ed. Ática de 1974.[61]
- Administração, poder e ideologia, Ed. Moraes de 1980.[62]
- Reflexões sobre o Socialismo, Ed. Moderna de 1986.[63]
- A Revolução Russa, Ed. Moderna de 1988.[64]
- Memórias de um autodidata no Brasil, Ed. Escuta de 1999.[65]
- Escreveu a introdução da versão brasileira do livro "Organismo Econômico da Revolução: a autogestão na Revolução espanhola", de Diego Abad de Santillán.[66]